# Divisione No. 10 (Terranova e Labrador)
La Divisione No. 10 è una divisione censuaria di Terranova e Labrador, Canada di 23.950 abitanti.

## Comunità
- Città

Cartwright, Charlottetown, Forteau, Happy Valley-Goose Bay, Hopedale, Labrador City, L'Anse-au-Clair, L'Anse-au-Loup, Makkovik, Mary's Harbour, Nain, North West River, Pinware, Port Hope Simpson, Postville, Red Bay, Rigolet, St. Lewis, Wabush, West St. Modeste
- Suddivisioni non organizzate

A (Include: L'Anse-Amour, Capstan Island), B (Include: Lodge Bay, Paradise River, Black Tickle, Norman Bay, Pinsent's Arm, William's Harbour), C (Include: Sheshatshiu, Mud Lake), D (Include: Churchill Falls), E (Include: Natuashish)